# Дарр, Вонделл
Во́нделл Дарр (англ. Vondell Darr; 18 апреля 1919, Лос-Анджелес, Калифорния — 10 сентября 2012[…], Лос-Анджелес, Калифорния) — американская актриса

.

## Биография и карьера
Вонделл Дарр родилась 18 апреля 1919 года в Лос-Анджелесе, штат Калифорния, США, в семье Ралфа Дарра и Хомы Дюпри Дарр. Она посещала Нормандскую гимназию и Школу-амбассадор для девочек, в 1941 году окончила Калифорнийский университет в Лос-Анджелесе.
С 1923 по 1941 год Дарр снялась в двадцати семи фильмах. Она прославилась как ребёнок-актриса, а во взрослом возрасте играла преимущественно эпизодические роли. Её последней работой в кино стала роль в мюзикле «Шоколадный солдат» (1941). После завершения актёрской карьеры она стала поваром, а также подрабатывала живописью.
С 8 июля 1941 года Дарр была замужем за Фредом С. Уилсоном, с которым она познакомилась во время учёбы в старшей школе. Во время брака они жили в Энсино, Ранчо-Мираже и Лейк-Эрроухеде. У пары было три дочери: Шэрон Энн (31 октября 1942 — 26 декабря 2002), Марлин (6 ноября 1948 — 24 мая 2022) и Ронда (род. 7 мая 1959). 1 декабря 2006 года Уилсон умер после шестидесяти пяти лет брака.
Дарр умерла 10 сентября 2012 года в Лос-Анджелесе на 94-м году жизни и была похоронена на кладбище Форест-Лаун в Глендейле. На момент смерти у неё было две дочери, шестеро внуков и восемь правнуков. Она пережила старшую дочь Шэрон и внука Билли, сына средней дочери Марлин, погибшего в 1991 году.

## Фильмография
| Год  |     | Русское название                        | Оригинальное название         | Роль                                          |
| ---- | --- | --------------------------------------- | ----------------------------- | --------------------------------------------- |
| 1923 | ф   | Чай: с ударом!                          | Tea: With a Kick!             | выступающая девочка                           |
| 1924 | ф   | Ноги из глины                           | Feet of Clay                  | —                                             |
| 1924 | ф   | Город, который никогда не спит          | The City That Never Sleeps    | малышка Молли                                 |
| 1924 | ф   | Одна славная ночь                       | One Glorious Night            | Мэри                                          |
| 1924 | ф   | Питер Пэн                               | Peter Pan                     | —                                             |
| 1925 | ф   | Безумие пустыни                         | Desert Madness                | —                                             |
| 1925 | ф   | Брак в транзите                         | Marriage in Transit           | цветочница                                    |
| 1925 | ф   | Пограничная месть                       | Border Vengeance              | Бампс Джексон                                 |
| 1925 | ф   | Экспресс «Пони»                         | The Pony Express              | малышка                                       |
| 1925 | ф   | Золотой кокон                           | The Golden Cocoon             | девочка                                       |
| 1926 | ф   | Слепая богиня                           | The Blind Goddess             | девочка                                       |
| 1926 | ф   | Тишина                                  | Silence                       | цветочница                                    |
| 1926 | кор | Счастливые дни                          | Happy Days                    | Элис / возлюбленная Перри Уинкла              |
| 1927 | ф   | Мать Мачри                              | Mother Machree                | девочка                                       |
| 1927 | ф   | Восход солнца                           | Sunrise: A Song of Two Humans | девочка                                       |
| 1928 | ф   | На суде                                 | On Trial                      | Дорис Стрикленд                               |
| 1928 | ф   | Божественная леди                       | The Divine Lady               | соседская девочка                             |
| 1929 | ф   | Манекен                                 | The Dummy                     | Пегги Мередит                                 |
| 1938 | ф   | Трудный возраст                         | That Certain Age              | подруга                                       |
| 1939 | ф   | Скауты спешат на помощь                 | Scouts to the Rescue          | Мэри Скэнлон                                  |
| 1939 | ф   | Энди Харди подхватил весеннюю лихорадку | Andy Hardy Gets Spring Fever  | суфлёр                                        |
| 1940 | ф   | Играйте, музыканты                      | Strike Up the Band            | студентка с текстом песни Indian Love         |
| 1940 | ф   | Малышка Нелли Келли                     | Little Nellie Kelly           | девушка, танцующая с парнем на танцах         |
| 1941 | ф   | Мужчины из Города мальчиков             | Men of Boys Town              | Агнес, партнёрша Уайти по танцам в Мэриспорте |
| 1941 | кор | Ещё несколько важных мелочей            | More Trifles of Importance    | пациентка                                     |
| 1941 | ф   | Шоколадный солдат                       | The Chocolate Soldier         | искательница автографов                       |